# Голланд (Мічиган)
Голланд (англ. Holland) — місто (англ. city) в США, в округах Оттава і Аллеган штату Мічиган. Населення — 34 378 осіб (2020).

## Географія
Голланд розташований за координатами 42°46′5″ пн. ш. 86°5′55″ зх. д. / 42.76806° пн. ш. 86.09861° зх. д. (42.768074, -86.098598).  За даними Бюро перепису населення США в 2010 році місто мало площу 44,94 км², з яких 42,97 км² — суходіл та 1,97 км² — водойми.

## Демографія
Згідно з переписом 2010 року, у місті мешкала 33 051 особа в 12 021 домогосподарстві у складі 7593 родин. Густота населення становила 735 осіб/км².  Було 13212 помешкання (294/км²).
Расовий склад населення:
| - 80,0 % — білих - 3,6 % — чорних або афроамериканців - 3,0 % — азіатів - 0,6 % — корінних американців - 0,1 % — вихідців з тихоокеанських островів - 9,2 % — осіб інших рас |

До двох чи більше рас належало 3,4 %. Частка іспаномовних становила 22,7 % від усіх жителів.
За віковим діапазоном населення розподілялося таким чином: 24,0 % — особи молодші 18 років, 62,3 % — особи у віці 18—64 років, 13,7 % — особи у віці 65 років та старші. Медіана віку мешканця становила 31,7 року. На 100 осіб жіночої статі у місті припадало 90,6 чоловіків;  на 100 жінок у віці від 18 років та старших — 86,6 чоловіків також старших 18 років.
Середній дохід на одне домашнє господарство  становив 60 876 доларів США (медіана — 46 424), а середній дохід на одну сім'ю — 69 558 доларів (медіана — 54 528). Медіана доходів становила 41 433 долари для чоловіків та 34 082 долари для жінок. За межею бідності перебувало 18,5 % осіб, у тому числі 23,1 % дітей у віці до 18 років та 10,0 % осіб у віці 65 років та старших.
Цивільне працевлаштоване населення становило 15 682 особи. Основні галузі зайнятості: виробництво — 28,4 %, освіта, охорона здоров'я та соціальна допомога — 22,4 %, роздрібна торгівля — 9,9 %, мистецтво, розваги та відпочинок — 9,2 %.